# Ringo Lam
Ringo Lam Ling-Tung (chino simplificado: 林岭东; chino tradicional: 林嶺東; pinyin: Lín Lǐngdōng, cantonés: Lam Ling-tung; Hong Kong, 8 de diciembre de 1955-29 de diciembre de 2018) fue un director de cine hongkonés. Lam comenzó su carrera en una escuela de actuación. Después de descubrir que prefería hacer película a actuar en ellas, fue a estudiar cine a la Universidad de York, en Toronto (Canadá). En 1983 volvió a Hong Kong y empezó a filmar películas de comedia. Después del éxito comercial de su película Aces Go Places IV, se le permitió desarrollar su propia película. Lam escribió y dirigió City on Fire en 1987, lo que lo llevó a ganar su primer Premio del Cine de Hong Kong, y ha sido ampliamente referenciado como la inspiración fundamental para la primera película de Quentin Tarantino, Reservoir Dogs. Lam fue uno de los primeros autores que inició el llamado heroic bloodshed, subgénero iniciado junto a otros directores como John Woo.
Lam continuó después de City on Fire con otras películas similares que compartían una visión oscura de la sociedad de Hong Kong. Muchas de estas películas fueron protagonizadas por Chow Yun-fat (seis películas juntos). En 1996, Lam hizo su primera película estadounidense, Maximum Risk, protagonizada por Jean-Claude Van Damme. Lam continuaría trabajando en producciones cinematográficas tanto en Hong Kong como en otras dos producciones estadounidenses con Jean-Claude Van Damme hasta 2003. La última tentativa de dirección de Lam fue dirigir un tercio de la película Triangle junto con Tsui Hark y Johnnie To. En 2015, Lam volvió para dirigir Wild City, primer largometraje en solitario tras un parón de 12 años. Un año después estrenó Sky on Fire, su última película. Lam falleció repentinamente en su casa el 29 de diciembre de 2018.

## Biografía
Ringo Lam nació en el Hong Kong británico el 8 de diciembre de 1955. Lam comenzó su carrera al inscribirse en el Programa de Entrenamiento de Actores de TVP en 1973. En el programa, conoció a Chow Yun-fat, con quien colaboraría más tarde en seis películas. Después de trabajar como actor con pequeños papeles, fue a estudiar cine a la Universidad de York, en Toronto (Canadá).

### Década de 1980
Las primeras cuatro películas de Ringo Lam no fueron escritas por Lam. Éste asumió el cargo de director de Po-Chih Leong después de haber terminado aproximadamente un tercio de la película Esprit d'amour, ya que el productor de la película, Karl Maka, necesitaba un reemplazo barato y contrató a Ringo Lam. Lam explicó que él no tenía "ninguna opción, necesito comida, así que hago lo mejor que puedo..." Lam recibió el crédito exclusivo de la película. La película fue estrenada el 15 de diciembre de 1983 en Hong Kong. El siguiente largometraje de Lam fue The Other Side of Gentleman, que se estrenó el 28 de junio de 1984 en Hong Kong. Lam continuó con la comedia romántica Cupid One, estrenada en 1985. La película recaudó 6.382.935 dólares hongkoneses, menos que sus dos películas anteriores, que recaudaron más de diez millones de dólares de Hong Kong. La siguiente película de Lam fue la cuarta película de la serie de películas de Aces Go Places, Aces Go Places IV. Lam declaró en entrevistas que dirigió la película como un favor a Karl Maka, quien ayudó a Lam en sus comienzos. La película tuvo mucho éxito en taquilla recaudando 27.012.748 dólares hongkoneses.
Después de Aces Go Places IV, Karl Maka le permitió a Ringo Lam hacer el tipo de película que quería. Lam tuvo dos películas estrenadas en 1987, la que sería la primera de sus películas ‘On Fire’, City on Fire, una película de gánsteres que comenzó a realizarse en Hong Kong después del estreno de A Better Tomorrow en 1986, que reinventó el género de películas de gánsteres en Hong Kong. La película de Lam se estrenó el 13 de febrero de 1987 y recaudó 19.723.505 dólares en Hong Kong. Lam ganó el premio al Mejor Director en los Premios de Cine de Hong Kong de 1987 por City on Fire. La siguiente película de Lam ese año fue Prison on Fire, que tenía un guion escrito en nueve días (coescrito con el hermano de Lam, Yin Nam), mientras que la película se filmó en 20 días. 
En 1988, junto con Karl Maka, Lam tuvo un breve papel de actuación en la película The Eighth Happiness. Lam continuó su serie ‘On Fire’ con School on Fire, que se estrenó en Hong Kong el 20 de agosto de 1988. School on Fire fue editada con muchas escenas censuradas en su lanzamiento en Hong Kong y Taiwán, aunque también existe una versión sin censura. La última película de Lam de la década de 1980 fue Wild Search, estrenada en 1989. Recaudó un total de 15.944.333 dólares hongkoneses.

### Década de 1990
La primera película de Ringo Lam en la década de 1990 fue Undeclared War, estrenada en 1990. La película contenía un elenco internacional que incluía a Olivia Hussey, Peter Lapis, Danny Lee y Vernon Wells. Este film no fue tan popular como las películas anteriores de Lam en Hong Kong, recaudando 5.523.958 dólares hongkoneses. La siguiente película de Lam, Touch and Go, se estrenó el 16 de mayo de 1991 en Hong Kong. Se trata de una comedia protagonizada por Sammo Hung. Lam ha declarado en entrevistas que Touch and Go fue un encargo que hizo para mantenerse en el negocio del cine. Lam estrenó una segunda película en 1991 titulada Prison on Fire II. La película fue muy popular entre el público de Hong Kong, donde recaudó 24.367.261 dólares hongkoneses. Para la próxima película de Lam, Twin Dragons, se asoció con Tsui Hark, codirigiendo juntos la película. Fue estrenada en 1992 y protagonizada por Jackie Chan. Según Hark, Lam manejó la mayoría de las escenas de acción en la película. Lam también aparece brevemente en la película como mecánico de automóviles. La siguiente película de Lam, Full Contact, se estrenó en Hong Kong el 23 de julio de 1992. El film, última colaboración con Chow Yun-fat, fue un éxito de taquilla, recaudando un total de  16.793.011 dólares hongkoneses. Lam siguió con Burning Paradise, que difería de sus películas anteriores por ser una película de época que presentaba al héroe popular chino Fong Sai-yuk, que se oponía a otras películas de atmósfera urbana. La película fue mal recibida en la taquilla de Hong Kong, siendo la 145ta película más taquillera del año. En 1995, Lam dirigió otra película de época ambientada en 1975, protagonizada por Andy Lau, titulada The Adventurers. La película se rodó parcialmente en Filipinas y Estados Unidos y recaudó 14.839.584 dólares en Hong Kong.
En 1996, Lam hizo su debut en Estados Unidos con la película Maximum Risk, protagonizada por Jean-Claude Van Damme. La película no tuvo mucho éxito en la taquilla. Lam regresó a Hong Kong, donde dirigió y escribió su siguiente película, Full Alert, que se presupuestó en 13 millones de dólares hongkoneses. La película se proyectó en festivales de cine en 1997, incluyendo Róterdam y Berlín. Full Alert fue nominada a cinco premios en los Premios de Cine de Hong Kong y ganó el premio a la mejor película y mejor actor (Lau Ching-wan) en los Premios de la Sociedad de Críticos de Cine de Hong Kong. Lam estrenó el año siguiente The Suspect, rodada en Filipinas. The Suspect, protagonizada por Louis Koo, no fue tan exitosa financieramente como Full Alert, recaudando alrededor de diez millones menos. En 1998, Variety anunció que Ringo Lam dirigiría la película Simon Sez, con Kevin Elders. Lam más tarde solo contribuyó a la película como productor. Lam dirigió una producción en Hong Kong titulada Victim. La película presentaba una historia sobrenatural y su final cambió en su estreno en Hong Kong. La mitad de las copias de estreno contenían una escena que indicaba si el actor estaba o no poseído por un fantasma. La otra mitad de las copias reflejaba el guion original y no revelaba este detalle.

### sigloXXI
En 2001, se estrenó la segunda de producción hecha en Estados Unidos de Ringo Lam, Replicant. La película se proyectó teatralmente en Francia el 11 de julio de 2001, y fue estrenada directamente en video en los Estados Unidos. Lam dirigió dos películas más en 2003: la producción de Hong Kong, Looking for Mr. Perfect, y la película estadounidense, In Hell, estrenada directamente en video y protagonizada por Jean-Claude Van Damme. Lam se tomó un descanso del cine después de sentirse insatisfecho con el ambiente de filmación en Hong Kong después de que Finding Mr. Perfect lo hiciera mal en la taquilla. Lam también declaró que quería pasar más tiempo con su familia y "sobre todo, observar a las personas y aprender más sobre ellas. Quería buscar recursos, material y temas que valieran la pena hacer en las películas".
En 2007, Ringo Lam codirigió una sección de la película Triangle, junto con Tsui Hark y Johnnie To. Lam declaró que su historia en la película representaba "una metáfora de mi actitud hacia el cine: siempre es un proceso de amor y odio". La película fue exhibida fuera de competición en el Festival de Cine de Cannes.
En 2014, el periódico hongkonés Apple Daily informó que Ringo Lam iba a volver a dirigir una película financiada por Mei Ah Entertainment con un reparto que incluía a Daniel Wu, Louis Koo y Shawn Yue. La película estaba programada para ser producida en junio de 2014, e iba a marcar el primer largometraje de Lam en más de una década: Wild City. Lam dijo que había vuelto a filmar después de que su hijo se graduara en la universidad y que "le gustaría hacer películas que me permitan expresarme. Es un dispositivo para que me descargue, me quite las cosas del pecho y también un espejo  para aprender más sobre mí mismo a través de la película que hice. Ya no hago películas por dinero.” Lam asistió al Festival de Cine Asiático de Nueva York en 2015, donde recibió un Lifetime Achievement Award.
La siguiente y última película de Lam se filmaría en Taiwán en septiembre de 2015. Lam iba a trabajar en una película con Milkyway Image con Ann Hui, John Woo, Tsui Hark, Patrick Tam, Johnnie To, Sammo Hung y Yuen Woo-ping. Cada director crearía un segmento basado en la historia de Hong Kong.
El 29 de diciembre de 2018, la esposa de Lam lo encontró inconsciente en su cama y llamó a una ambulancia. Fue confirmado muerto en su casa en Hong Kong.

## Estilo
Las primeras cuatro películas de Ringo Lam fueron comedias no escritas por Lam. Cuando Lam comenzó a filmar las películas que quería hacer después del éxito de Aces Go Places IV, comenzó su serie On Fire. Lam eligió los títulos en inglés para estas películas diciendo que les daba "un sentido de energía, de acción". Las películas City on Fire, Prison on Fire y School on Fire no comparten ningún personaje o situación, pero todas tienen una visión sombría de la sociedad de Hong Kong. En estas películas, Lam analiza temas controvertidos como la violencia callejera y el abuso de los sistemas de la calle, prisiones y escuelas.
Lam rara vez utilizaba Cantopop en sus películas. Las películas de Lam a menudo tenían música occidental, como en City on Fire, que presentaba una partitura de saxofón orientada al blues, y Full Contact utiliza música rock estadounidense. 

## Filmografía
| Título                               | Año  | Director | Guionista | Productor | Actor | Sí mismo |                | Otro |
| ------------------------------------ | ---- | -------- | --------- | --------- | ----- | -------- | -------------- | ---- |
| You Are Wonderful                    | 1976 |          |           |           | Sí    |          |                |      |
| Esprit d'amour                       | 1983 | Sí       |           |           |       |          |                |      |
| The Other Side of Gentleman          | 1984 | Sí       |           |           |       |          |                |      |
| Cupid One                            | 1985 | Sí       | Sí        |           |       |          |                |      |
| Aces Go Places IV                    | 1986 | Sí       |           |           |       |          |                |      |
| The Thirty Million Rush              | 1986 |          |           |           |       |          | Stunt director |      |
| City on Fire                         | 1987 | Sí       | Sí        | Sí        |       |          |                |      |
| Prison on Fire                       | 1987 | Sí       |           | Sí        |       |          |                |      |
| The Eighth Happiness                 | 1988 |          |           |           | Sí    |          |                |      |
| School on Fire                       | 1988 | Sí       |           | Sí        |       |          |                |      |
| Wild Search                          | 1989 | Sí       |           | Sí        |       |          |                |      |
| Undeclared War                       | 1990 | Sí       |           | Sí        |       |          |                |      |
| Rebel from China                     | 1990 |          | Sí        |           |       |          |                |      |
| Touch and Go                         | 1991 | Sí       |           |           |       |          |                |      |
| Prison on Fire II                    | 1991 | Sí       |           |           |       |          |                |      |
| Twin Dragons                         | 1992 | Sí       |           |           | Sí    |          |                |      |
| Full Contact                         | 1992 | Sí       |           | Sí        |       |          |                |      |
| Burning Paradise                     | 1994 | Sí       |           |           |       |          |                |      |
| The Adventurers                      | 1995 | Sí       | Sí        |           |       |          |                |      |
| Maximum Risk                         | 1996 | Sí       |           |           |       |          |                |      |
| Full Alert                           | 1997 | Sí       | Sí        |           |       |          |                |      |
| The Suspect                          | 1998 | Sí       | Sí        |           |       |          |                |      |
| Victim                               | 1999 | Sí       | Sí        |           |       |          |                |      |
| Simon Sez                            | 1999 |          |           | Sí        |       |          |                |      |
| Replicant                            | 2001 | Sí       |           |           |       |          |                |      |
| Looking for Mr. Perfect              | 2003 | Sí       | Sí        |           |       |          |                |      |
| In Hell                              | 2003 | Sí       |           |           |       |          |                |      |
| Triangle                             | 2007 | Sí       |           | Sí        |       |          |                |      |
| Tarantino: The Disciple Of Hong Kong | 2011 |          |           |           |       | Sí       |                |      |
| Wild City                            | 2015 | Sí       | Sí        |           |       |          |                |      |
| Sky on Fire                          | 2016 | Sí       | Sí        |           |       |          |                |      |